# Arthur Zborzil
Arthur Zborzil (ur. 15 lipca 1885 w Wiedniu, zm. 15 października 1937 tamże) – tenisista reprezentujący Cesarstwo Austriackie. Dwukrotny olimpijczyk – startował na igrzyskach w Londynie (1908) i Sztokholmie (1912). Jego największym osiągnięciem jest zdobycie wicemistrzostwa olimpijskiego w grze deblowej na korcie otwartym w parze z Fritzem Felixem Piepesem

## Występy na letnich igrzyskach olimpijskich

### Turnieje singlowe
| Igrzyska | Konkurencja                     | 1/64 finału         | 1/32 finału              | 1/16 finału       | Ćwierćfinał         | Półfinał        | Finał/Mecz o trzecie miejsce | Klasyfikacja końcowa |
| Igrzyska | Konkurencja                     | Rywal               | Rywal                    | Rywal             | Rywal               | Rywal           | Rywal                        | Klasyfikacja końcowa |
| -------- | ------------------------------- | ------------------- | ------------------------ | ----------------- | ------------------- | --------------- | ---------------------------- | -------------------- |
| LIO 1908 | Turniej singlowy (kort otwarty) |                     | Moritz von Bissing P 0:3 | → Nie awansował   | → Nie awansował     | → Nie awansował | → Nie awansował              | Miejsca 17-32        |
| LIO 1912 | Turniej singlowy (kort otwarty  | Curt Benckert W 3:1 | Karel Robětín W 3:0      | Josef Šebek W 3:1 | Oscar Kreuzer P 0:3 | → Nie awansował | → Nie awansował              | Miejsca 5-8          |

### Turnieje deblowe
| Igrzyska | Konkurencja                             | Partner            | 1/32 finału                 | 1/16 finału | Ćwierćfinał                  | Półfinał               | Finał/Mecz o trzecie miejsce | Klasyfikacja końcowa |
| Igrzyska | Konkurencja                             | Partner            | Rywal                       | Rywal       | Rywal                        | Rywal                  | Rywal                        | Klasyfikacja końcowa |
| -------- | --------------------------------------- | ------------------ | --------------------------- | ----------- | ---------------------------- | ---------------------- | ---------------------------- | -------------------- |
| LIO 1908 | Turniej deblowy mężczyzn (kort otwarty) | Fritz Felix Piepes |                             | Wolny los   | J. Ritchie J. C. Parke P 0:3 | → Nie awansowali       | → Nie awansowali             | Miejsca 5-8          |
| LIO 1912 | Turniej deblowy mężczyzn (kort otwarty) | Fritz Felix Piepes | T. Smith H. Bjørklund W 3:0 | Wolny los   | W. Boström C. Benckert W 3:1 | A. Canet E. Mény W 3:2 | H. Kitson Ch. Winslow P 1:3  |                      |